# Tiefwarensee
Der Tiefwarensee liegt am nordöstlichen Stadtrand von Waren (Müritz) im Landkreis Mecklenburgische Seenplatte in Mecklenburg.

## Beschreibung
Von der südwestlich liegenden Binnenmüritz trennt den See eine 300 Meter breite Landbrücke. Der See ist ein glazialer Rinnensee, eingebettet in eine eiszeitlich entstandene Schmelzwasserrinne, die von Norden kommend bis in die Müritz reicht. Er hat eine ausgeprägte Bucht im Süden. Er ist ungefähr 2600 Meter lang und 780 Meter breit. Das Einzugsgebiet des Sees beträgt etwa 21,9 km², das Volumen liegt bei etwa 13,58 Mio. m³ und die Seefläche bei 1,41 km². Die mittlere Tiefe beträgt 9,63 Meter mit einem Maximum von 23,6 Metern in der Seemitte.
Am Südufer des Sees liegt das Warener Stadtzentrum. Dadurch spielt der See als Naherholungsgebiet für Waren eine zentrale Rolle. So befindet sich am See ein Kanu- und Bootsverleih und auch das Angeln ist gestattet. Der Tiefwarensee gehört zum Landschaftsschutzgebiet Torgelower See, sein Nordostufer ist Teil des Naturschutzgebietes Ostufer Tiefwaren – Falkenhäger Bruch. Motorbootfahren und Windsurfen sind verboten.
Einmal rund um den Tiefwarensee verläuft der zehn Kilometer lange Eiszeitlehrpfad Tiefwarensee. Dieser kann zu Fuß oder mit dem Fahrrad umrundet werden.

## Ökologische Sanierung des Sees 2001 bis 2005
In den 1990er Jahren war der See hocheutroph, d. h. mit Nährstoffen überlastet. Dies führte zu einer Algenblüte und infolgedessen zu einem Sauerstoffmangel im Tiefenwasser des See. Dies bewirkte ein Fischsterben, das die ökologische Gesamtsituation des Sees verschlechterte. Das Berliner Leibniz-Institut für Gewässerökologie und Binnenfischerei (IGB) konzipierte daraufhin einen Plan zur ökologischen Sanierung des Sees. Mit Hilfe einer Tiefenwasserbelüftungsanlage wurde das gesamte Tiefenwasser mehrere Male durchmischt und mit hocheffizienten Phosphorfällmitteln versehen, so dass die im Wasser und Schlamm gelösten Phosphate dauerhaft im Sediment gebunden wurden. Zusätzlich wurden Fischlarven der Kleinen Maräne und Jungfische des Hechts ausgesetzt, und zugleich Silberkarpfen und Weißfische abgefischt. Die Maßnahmen führten zu einer Zunahme des Raubfischanteils, vor allem von Barsch und Hecht, und zur deutlichen Abnahme des Weißfischanteils, vorwiegend Rotauge und Brachse. Infolge der Maßnahmen wurde das Wasser deutlich klarer und der Bewuchs mit Wasserpflanzen nahm zu. Als die Belüftungsanlage am 30. Juni 2005 nach vier Jahren abgeschaltet wurde, wurde die ökologische Revitalisierung des Sees als voller Erfolg bewertet.
|  |  |